# Christoph Christian Sturm

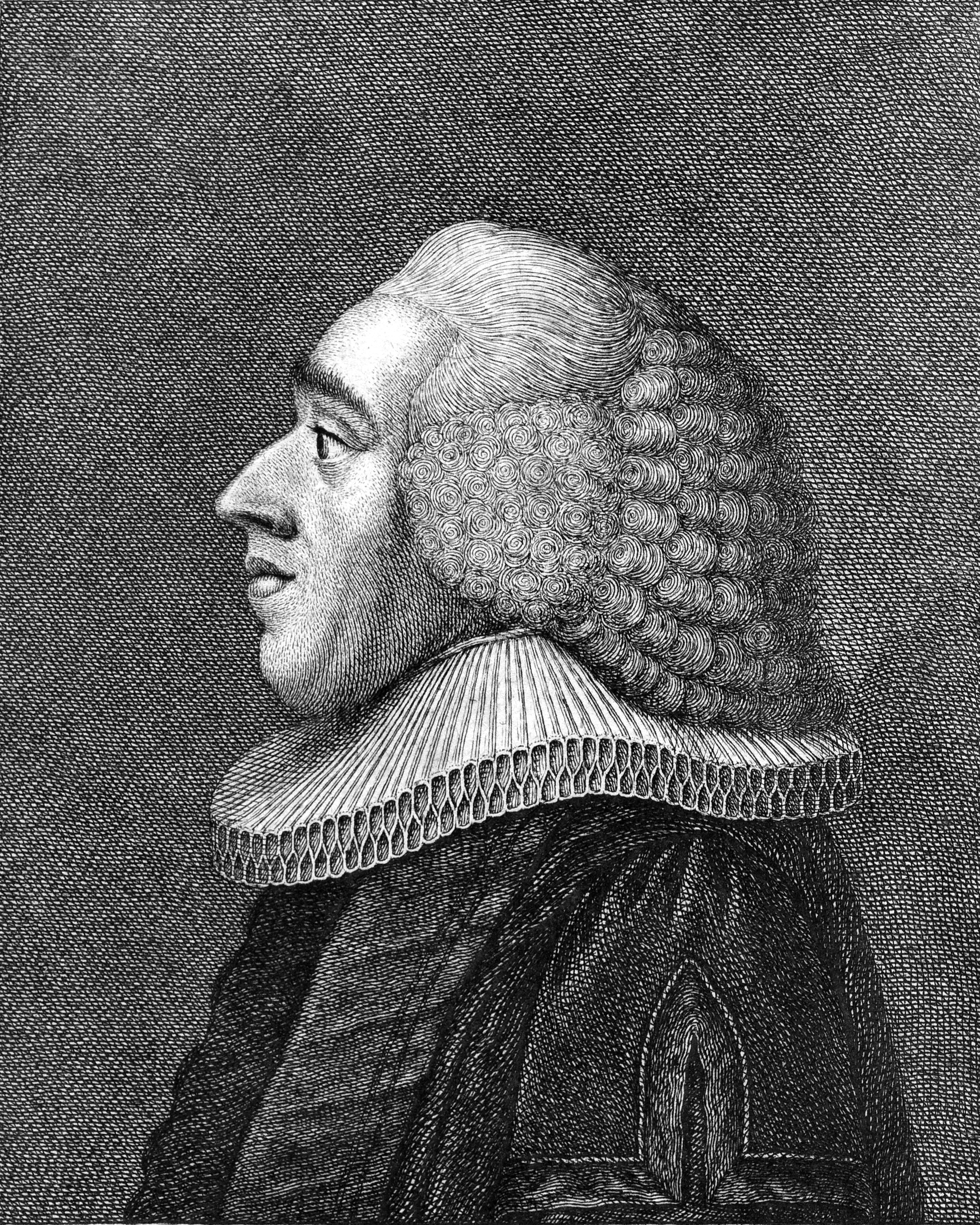
Christoph Christian Sturm, 1791 gestochen von Johann Christian Gottfried Fritzsch

Christoph Christian Sturm (* 25. Januar 1740 in Augsburg; † 26. August 1786 in Hamburg) war ein lutherischer Theologe und Kirchenlieddichter.

## Leben
Sturm, Sohn eines kaiserlichen Notars und Gerichtsactuars, ist ein Nachfahre des Johann Sturm. Er studierte seit 1760 an der Universität in Jena Theologie, dort legte er 1761 die Prüfung zum Magister der Philosophie ab. 1761 wechselte er zur Fortsetzung des Studiums nach Halle. 1763 wurde er Lehrer am Pädagogium in Halle, 1765 erhielt er die Stelle eines Konrektors in Sorau in der Niederlausitz, 1767 wurde er Prediger an der Marktkirche in Halle, 1769 an der Heilig-Geist-Kirche in Magdeburg und am 26. April 1778 Hauptpastor an der St. Peterskirche in Hamburg, wo er sich mit Johann Melchior Goeze auseinandersetzen musste. Einige seiner Lieddichtungen wurden von Carl Philipp Emanuel Bach vertont. Die französische Übersetzung der Betrachtungen über die Werke Gottes im Reiche der Natur und der Vorsehung wurde von der Königin Christine von Preußen verfasst und erschien 1788 in Genf in drei Bänden.
Er war seit dem 20. April 1768 mit Johanna Christiane Brüning verheiratet, die am 21. April 1805 im Alter von 64 Jahren in Braunschweig verstarb.
Ein Bild von Sturm wurde 1783 von Andreas Stöttrup gezeichnet und befindet sich in der dritten Originalausgabe seiner Unterhaltungen mit Gott, auch in der zweiten Sammlung seiner Geistlichen Gesänge mit Melodien zum Singen beim Clavier von Bach findet sich ein Porträt.

## Werke
- Oratio de primordiis christianae religionis apud Augustanos. Jena 1760 (siehe Meusel, S. 519).
- Der wahre Christ in der Einsamkeit. Halle 1761.
- Das Frauenzimmer in der Einsamkeit. Halle 1762.
- Der Christ in der Einsamkeit. Halle 1763.
- Heilige Betrachtungen eines Communicanten. 1. Teil 1763, 2. Teil 1765 (beide in 2. Auflagen).
- Die Bestimmung des Menschen beim Landleben. Leipzig 1764.
- Der Christ am Sonntage, eine moralische Wochenschrift zur Beförderung des innerlichen Gottesdienstes am Tage des Herrn. 1. Teil 1764, 4. Teil 1766.
- Der Christ am Sonntag (ein Erbauungsblatt). 1764–1767, 4 Teile.
- Homiletisches Journal. 1. Band, Leipzig 1765, 2. Band 1769–1770.
- Anekdoten zur Bildung der Sitten, aus den griechischen und römischen Schriftstellern gesammelt. 2 Teile. Halle 1767.
- Lieder für das Herz. Frankfurt / Leipzig (Nürnberg) 1767; 2. Auflage 1787.
- Unterhaltungen mit Gott in den Morgenstunden auf jeden Tag des Jahres. Halle 1768; 13. Auflage von Bädecker, Hannover 1843.
- Handbuch zur Kenntniß der theologischen Schriftsteller unter den Teutschen. 1. Teil (Schriftsteller vor dem 16. Jahrhundert), Jena 1770.
- Predigten für Kinder von reiferm Alter. M.G. Weidmanns Erben und Reich, Leipzig; vol. 1, 1771, vol. 2, 1772, 1774.
- Gesellschaftliche Bemühungen, der Welt die christliche Religion anzupreisen. 2 Stücke. Göttingen 1772, 1773 (als Mitautor).
- Der Andächtige, ein Sonntagsblatt. 4 Teile. 1772–1774.
- Predigten für Kinder von reiferem Alter. 1. Teil Leipzig 1772. 2. Teil 1774.
- Predigten über die Sonntagsepisteln durchs ganze Jahr. 4 Teile. Halle 1774–1776. 2. Auflage in 2 Bänden 1776, neue Auflage 1786.
- Reden bei der Confirmation der Jugend. Magdeburg 1774. 2. Auflage 1777.
- Vollständiges Gesangbuch für Kinder von reiferem Alter. Halle 1777.
- Gebete und Lieder für Kinder. Halle 1771, 4. Auflage 1779.
- Unterhaltung der Andacht über die Leidensgeschichte Jesu. Halle 1771, 3. Auflage 1781.
- Betrachtungen über die Werke Gottes im Reiche der Natur und der Vorsehung auf alle Tage des Jahres. Halle 1772–1776, 2 Teile, neue Auflage 1797, zuletzt in Mainz 1838, 4 Bände, herausgegeben; auch ins Französische (La Haye: P. F. Gosse 1777, 1780, 1786, 1799, 1835), Dänische, Schwedische (Stockholm 1791) und Englische (London 1791) übersetzt.
- Sammlung auserlesener Paßionslieder. Johann Gottfried Trampe, Halle 1775.
- Sammlung geistlicher Gesänge über die Werke Gottes in der Natur. Halle 1774.
- Morgen- und Abendandachten auf jeden Tag der Woche. Magdeburg 1778. 8. Auflage 1794.
- Predigtentwürfe über die Sonn- und Festtagsevangelien. 8 Jahrgänge, Hamburg 1778–1786 (einen Jahrgang arbeitete Wolfrath, Hamburg und Berlin 1791–1794, 5 Bände).
- Lieder und Kirchengesänge. Hamburg 1780. Mit Melodien zum Singen bey dem Clavier von Carl Philipp Emanuel Bach. Hamburg 1780 und 1781, 2 Sammlungen, auch bei A. Weber. Magdeburg 1781.
- Handlexikon des N. T. für Unstudirte zum richtigen Verstande der neutestamentlichen Schriften und besonders der Uebersetzung Lutheri. Halle 1780.
- Gesangbuch für Gartenfreunde und Liebhaber der Natur. Hamburg 1781.
- Die Hoffnung der Frommen, einander in der Ewigkeit wieder zu sehen. Eine Predigt. Herold, Hamburg 1783.
- Predigten über einige Familiengeschichten der Bibel. 2 Bände. 1783–1785.
- Meine erste und letzte Erklärung in Absicht auf die gewissenhaften Erinnerungen des Herrn Pastor Göze gegen meine Schrift. Gottlieb Friedrich Schniebes, Hamburg 1784.
- Von den Hauptursachen des auf der Erde ausgebreiteten Mangels; eine Predigt, zur Unterstützung des durch die neuerliche Ueberschwemmung verarmten Evangelischen Predigers zu Mühlheim am Rhein. Herold, Hamburg 1784.
- Ueber die Gewohnheit, Missethäter durch Prediger zur Hinrichtung begleiten zu lassen. 1784 (dazu eine Erste und letzte Erklärung etc., 1784).
- Lieder auf die hohen Fest-, Passions- und Bußtage. Coburg 1795 (Digitalisat in der Digitalen Bibliothek Mecklenburg-Vorpommern).